# Bonjour Monsieur Courbet
Bonjour Monsieur Courbet, initialement intitulé La Rencontre, est un tableau peint en 1854 par Gustave Courbet. Il met en scène l'artiste rencontrant son mécène Alfred Bruyas sur le chemin vers Montpellier, avec son valet et son chien. Œuvre emblématique de l'artiste, c'est aussi l'une de ses plus populaires, ayant fait l'objet de nombreuses reproductions. Elle fait partie des collections du musée Fabre de Montpellier (inventaire 868.1.23.)

## Historique de l'œuvre
Commande d'Alfred Bruyas à Gustave Courbet, le tableau est donné par Bruyas au musée Fabre en 1868. 
L'œuvre fit scandale lors de l'exposition universelle où elle fut présentée. Les critiques furent virulentes, considérant cette œuvre comme la « manifestation d'un monstrueux orgueil ».

## Description
Sur une route, entre Saint-Jean de Védas et Mireval, Alfred Bruyas, collectionneur mécène, accompagné de son valet et de son chien, vient à la rencontre de Courbet. Étonnamment, Courbet se représente au même niveau que son protecteur. Il apparait même fier et robuste alors que ce dernier est chétif et guindé.

## Contexte
Cette œuvre immortalise l'arrivée de Gustave Courbet à Montpellier en 1854. Elle représente également la rencontre du peintre avec celui qui deviendra son mécène : Alfred Bruyas.

Les Bourgeois de la ville parlant au Juif errant, Pierre Leloup du Mans, 1831, Estampe populaire.

La peinture s'inspire d'une estampe populaire gravée par Pierre Leloup du Mans (1769-1844) en 1831 : Les Bourgeois de la ville parlant au Juif errant. 